# Zalagasper
Zalagasper è un duo musicale sloveno fondato nel 2018 a Maribor, composto dalla cantante Zala Kralj e dal polistrumentista Gašper Šantl.
Hanno rappresentato la Slovenia all'Eurovision Song Contest 2019 con il brano Sebi, classificandosi al 15º posto su 26 partecipanti nella finale.

## Storia
Il duo nasce nel 2018, quando la cantante Zala Kralj ha iniziato ad esibirsi con brani scritti e prodotti da Gašper Šantl. Il successo nazionale nel gruppo arriva nel 2019, quando viene pubblicato il primo extended play Štiri, nel quale sono presenti i singoli Valovi, Baloni e S teboi.
Nel 2019 si sono presentati ad EMA, la selezione slovena per l'Eurovision Song Contest, con il brano Sebi. Nella finale del 16 febbraio hanno superato la prima fase, risultando fra i due più votati da giurie e pubblico, e sono stati proclamati vincitori nella superfinale a due con il 72,89% dei voti dal pubblico, garantendosi così il diritto di rappresentare la Slovenia all'Eurovision Song Contest 2019, a Tel Aviv. Dopo essersi qualificati dalla prima semifinale del 14 maggio, si sono esibiti per decimi nella finale del 18 maggio successivo. Qui si sono classificati al 15º posto su 26 partecipanti con 105 punti totalizzati, di cui 59 dal televoto e 46 dalle giurie.

## Formazione
- Zala Kralj - voce, campionatore
- Gašper Šantl - chitarra, campionatore, produzione

## Discografia

### Album in studio
- 2020 – 4
- 2022 – Love Letter

### EP
- 2019 – Štiri

### Singoli
- 2018 – Valovi
- 2018 – Baloni
- 2018 – S teboi
- 2019 – Sebi
- 2019 – Come to Me
- 2019 – Signals
- 2020 – Me & My Boi
- 2020 – Origami
- 2020 – Box
- 2020 – Sto idej